# Aconodes lima
Aconodes lima är en skalbaggsart som beskrevs av Holzschuh 1989. Aconodes lima ingår i släktet Aconodes och familjen långhorningar. Inga underarter finns listade i Catalogue of Life.